# Robert Van Zeebroeck
Robert Van Zeebroeck (neerlandès: Robert van Zeebroeck)  (Brussel·les, 31 d'octubre de 1909 - Tranent, 1991) va ser un patinador artístic sobre gel belga que va competir durant les dècades de 1920 i 1930.
El 1928 va prendre part en els Jocs Olímpics de Sankt Moritz, on guanyà la medalla de bronze en la prova individual masculina del programa de patinatge artístic. En la prova de parelles, juntament amb Josy Van Leberghe, fou sisè.

## Palmarès
| Prova                  | 1926 | 1928 | 1936 | 1938 |
| ---------------------- | ---- | ---- | ---- | ---- |
| Jocs Olímpics d'Hivern |      | 3r   |      |      |
| Campionat del Món      | 7è   |      |      | 9è   |
| Campionat d'Europa     | 6è   |      | 10è  |      |

### Parelles
(amb Josy Van Leberghe)
| Prova                  | 1928 |
| ---------------------- | ---- |
| Jocs Olímpics d'Hivern | 6è   |